# Bacillariophyceae
Diatomophyceae
Classe
Classification phylogénétique
- Eukaryota
  - Diaphoretickes
    - Supergroupe SAR
      - Straménopiles
        - Bacillariophyta
          - Bacillariophyceae
          - Fragilariophyceae
          - Coscinodiscophyceae

Les Bacillariophyceae (ou Diatomophyceae) forment une classe d'algues. Ce sont des microalgues unicellulaires planctoniques des eaux douces et marines, d'une taille allant de trois micromètres à un millimètre et appartenant aux diatomées.
Classiquement, on distinguait parmi les Bacillariophyceae deux ordres :
- l'ordre des Centrales à symétrie radiale;
- l'ordre des Pennales à symétrie bilatérale.

Une classification plus récente divise les diatomées en trois classes : 
- les diatomées centriques (Coscinodiscophyceae)
- les diatomées pennées
  - sans raphé (Fragilariophyceae)
  - avec un raphé (Bacillariophyceae)

## Liste des ordres
Selon AlgaeBase (13 jan. 2022) :
- ordre Bacillariales
- ordre Cocconeidales
- ordre Cyclophorales
- ordre Cymbellales
- ordre Dictyoneidales
- ordre Eunotiales
- ordre Fragilariales
- ordre Licmophorales
- ordre Lyrellales
- ordre Mastogloiales
- ordre Naviculales
- ordre Plagiogrammales
- ordre Protoraphidales
- ordre Rhabdonematales
- ordre Rhaphoneidales
- ordre Rhopalodiales
- ordre Striatellales
- ordre Surirellales
- ordre Thalassionematales
- ordre Thalassiophysales

Selon ITIS (13 janvier 2022) :
- genre Stigmaphora Wallich
- sous-classe Bacillariophycidae Mann
- sous-classe Coscinodiscophycidae Round & Crawford
- sous-classe Fragilariophycidae Round
- genre Auriculopsis Hendey
- genre Nephroneis Amspoker

Selon NCBI (13 janvier 2022) :
- clade Bacillariophycidae
  - ordre Achnanthales
  - ordre Bacillariales
  - ordre Cocconeidales E.J.Cox
  - ordre Cymbellales
  - ordre Lyrellales
  - ordre Mastogloiales
  - ordre Naviculales
  - ordre Rhopalodiales
  - ordre Surirellales
  - ordre Thalassiophysales
- clade Eunotiophycidae
  - ordre Eunotiales